# 笹井村
笹井村（ささいむら）は長野県更級郡にあった村。
現在の長野市川中島町上氷鉋・川中島町四ツ屋などにあたる。本項では発足時の村名である上氷鉋村（かみひがのむら）についても述べる。

## 地理
- 河川：犀川

## 歴史
- 1889年（明治22年）4月1日 - 町村制の施行により、上氷鉋村・四ツ屋村の区域をもって上氷鉋村が発足。
- 1890年（明治23年）5月17日 - 上氷鉋村が改称して笹井村となる。
- 1924年（大正13年）7月1日 - 今里村と合併して川中島村が発足。同日笹井村廃止。

## 交通

### 鉄道路線
- 鉄道省
  - 信越本線
    - 川中島駅